# 殿さま風来坊隠れ旅
『殿さま風来坊隠れ旅』（とのさまふうらいぼう かくれたび）は、テレビ朝日系で1994年4月2日から1994年10月1日まで土曜20時枠で放送された時代劇。
『暴れん坊将軍』休止中に放送された三田村邦彦主演時代劇の第3作である（ただし本作は厳密に言えば西岡徳馬とのダブル主演である）。

## 内容
- 江戸幕府十代将軍徳川家治そして老中田沼意次の時代。次代将軍と目される紀州大納言徳川治貞と尾張大納言・徳川宗睦が、将軍の座を嫌って藩邸を抜け出し、それぞれ浪人と商人を装って、町の人の暮らしを実体験するための旅をする。そして行く先々で悪人を成敗する。この時、身分を明かして仮の姿の着物を脱ぎ、徳川の家紋である三つ葉葵入りの大名服姿となる（しかもそれぞれ刀と槍を隠し持っているという、ありえないことをあえてやっている。宗睦の方はさらに髷の形も町人風から侍風に瞬時に変わっている）。

- 治貞と宗睦は、「堅物の治さん」浪人・春田治之進と「遊び人の宗さん」商人・尾張屋宗太郎というイメージで描かれている。

- 旅の同行者その1：村垣市蔵：将軍・家治の命を受け、陰に陽に二人をサポートする公儀隠密。
- 旅の同行者その2：安藤甚左衛門：治貞を連れ戻すべく二人の後を必死に追う紀州藩留守居役。
- 旅の同行者その3：平賀源内：浄瑠璃の脚本で成功すべく上方へ旅立つ発明家。
- 旅の同行者その4：お京・坂東染吉：街で出会った、板東松之丞一座の端役役者。

## 主な出演者
- 徳川治貞（春田治之進）：三田村邦彦
- 村垣市蔵：京本政樹
- お京：岡本夏生
- 板東染吉：石井洋祐
- 安藤甚左衛門：神山繁
- 老中・田沼意次：遠藤太津朗（第1話、最終話）
- 十代将軍・徳川家治 ： 仲谷昇（第1話、最終話）
- ナレーション：橋爪功
- 鶴姫（宗睦の妹）：五十嵐いづみ【準レギュラー】
- 平賀源内：火野正平
- 徳川宗睦（尾張屋宗太郎）：西岡徳馬

## 放映リスト
| 話数   | サブタイトル                                                                                   | ゲスト |
| ------ | ---------------------------------------------------------------------------------------------- | --- |
| 第1話  | 青年藩主失踪!! 次期将軍の座を捨て、混乱の市中へ! 田沼悪政に正義の鷹が翔ぶ! （2時間スペシャル） | 田沼意知：原田大二郎、結城左近：羽場裕一、吉野太夫：及川麻衣、井原帯刀：小島三児、平助：逢坂じゅん、立花武太夫：近藤洋介、宮口二郎、石山律雄、内藤伸之介：谷口高史、治貞の家臣：峰蘭太郎 |
| 第2話  | 命も売ります!大名行列あと始末                                                                  | 早瀬主税助：河原崎長一郎、大橋頼母：小林勝彦、駿河屋幸兵衛：原口剛、野土晴久 |
| 第3話  | 仇討ち大好き!殿、ご乱心                                                                        | 内藤大和守：秋野太作、丸山嘉門：御木本伸介、縫：立原麻衣、大島勘兵衛：西沢利明、津久見龍見：五味龍太郎                                                                                   |
| 第4話  | 日本一の殿様宣言                                                                               | 伊平次：森川正太、お絹：北原佐和子、板倉将監：亀石征一郎、滝沢外記：成瀬正孝、外山高士、三村伸也、横山たかし・ひろし、大桃美代子                                                         |
| 第5話  | 泣き虫男の超激安戦争!                                                                          | 泰治：武野功雄、英五郎：大橋吾郎、お葉：有沢妃呂子、上州屋久兵衛：鹿内孝、榊原兵馬：岩尾正隆、堀田真三、勝野賢三                                                                         |
| 第6話  | おらんだ遊女の夢                                                                               | 大黒屋：伊藤孝雄、うぐいす：田中雅子、竹三：谷川竜、鬼塚：有川博、赤坂：本郷直樹、与助：秋山武史                                                                                         |
| 第7話  | あやしい街・乙女の涙                                                                           | 伊藤屋吉衛門：睦五朗、小夜：桂川冬子、お琴：本阿弥周子、田村和泉守：高城淳一、日下大膳：黒部進                                                                                           |
| 第8話  | 治之進、一世一代の恋                                                                           | お雪：吉川十和子、お光：寺田千穂、花房軍太夫：和崎俊哉、加納屋徳右衛門：武藤章生、仙太郎：小栗雅弘、喜代蔵：江藤漢、おちか：北川めぐみ、花房銀四郎：伊庭剛                               |
| 第9話  | 世にも高貴な用心棒!                                                                            | おしま：日下由美、権藤刑部：中田博久、黒潮鮫五郎：西田良、鬼虎の八兵衛：三角八朗、岩村伝十郎：伊藤高、谷川兵馬：大木正司、青木辰尚、渡世人：福本清三、新吉：峰蘭太郎、朝日完記           |
| 第10話 | 闇を走る鉄仮面!                                                                                | 柴田平八郎：伊吹剛、小百合：吉野真弓、佐助：牧冬吉、村井監物：藤木孝、岡田十兵衛：井上高志、毛利就馴：高峰圭二、妙寛：徳田興人                                                           |
| 第11話 | 渡る世間は泥棒ばかり                                                                           | 風神の盛造：伊藤敏八、お菊：相川恵里、飯野主膳：西田健、磐城：佐藤京一、半次：中島俊一、正司敏江・玲児、小船秋夫                                                                         |
| 第12話 | 二人の夫を持つ女                                                                               | 浪江：浜田朱里、高林喜一郎：加納竜、大槻修理：小沢象、川村重兵衛：灰地順、住吉正博、市原清彦                                                                                             |
| 第13話 | 魔神の山! 黄金の裸女                                                                           | 里見左平次：高松英郎、お恵：佐藤忍、山根平九郎：曽根晴美、寺坂図書：高桐真、江口尚希、関根大学                                                                                           |
| 第14話 | 女剣豪・赤頭巾ちゃんの冒険                                                                     | 綾姫：八木小織、永瀬勘兵衛：福田豊土、土屋政山：橋本功、井関大和守：久富惟晴、沖田さとし、浪人：福本清三                                                                                 |
| 第15話 | 初恋探し・宗太郎おんな道中                                                                     | お千：高島礼子、安濃津屋新兵衛：三ツ木清隆、篠崎外記：内田勝正、伊勢屋伝左衛門：山本昌平、岩尾正隆、田中綾子、川浪公次郎、山本志づ世                                                     |
| 第16話 | お京が怒った! 天晴れ仇討ち                                                                     | 菊千代：津島礼子、高見沢主水：遠藤征慈、黒岩典膳：市川青虎、早瀬帯刀：久遠利三、村川慎之介：伊庭剛                                                                                       |
| 第17話 | わがままナマイキ松平定信                                                                       | 松平定信：ひかる一平、柳田主膳：江見俊太郎、山部左門：山本清、近藤一平：内田直哉、お峰：水野ゆふ、松平定邦：波多野博                                                                     |
| 第18話 | 女を捨てた!? 天才女医                                                                          | 正木：幸和希、西田如斎：鈴木瑞穂、沢井隆之介：草川祐馬、大神玄蕃：堀田真三、芦屋道源：大前均、松山主水：小峰隆司、細川重賢：三村伸也、堀部勝馬：峰蘭太郎                                 |
| 第19話 | 惚れたらダメよ極道のお嬢様                                                                     | 竜神のお千加：上野正希子、佐々木平四郎：湯江健幸（現：湯江タケユキ）、大倉頼母：浜田晃、河内屋：伊東達広、林田慎太郎：井田州彦（現：井田國彦）、松井十郎：谷口高史                       |
| 第20話 | 消えた大名行列?!                                                                               | 由里姫：太宰由美子、土岐山城守：下塚誠、石黒大学：高野真二、大瀬勘兵衛：中村孝雄、半助：中嶋しゅう                                                                                       |
| 最終話 | 次期将軍は誰!? 御三家女の乱                                                                    | 松乃：三ツ矢歌子、徳川治保：深江卓次、清姫：松本友里、井原帯刀：小島三児、平助：逢坂じゅん                                                                                               |

## エピソード
- 神山繁は同じく三田村邦彦主演の『将軍家光忍び旅』でも大久保彦左衛門役で2シリーズを通じてレギュラー出演し、またこの後の三田村邦彦主演の『将軍の隠密!影十八』ではナレーションを務めた。
- 第4話ではこの後の『暴れん坊将軍VII』にお庭番としてレギュラー出演する池谷太郎がゲスト出演している。
- 第15話では『暴れん坊将軍III』にレギュラー出演した高島礼子、三ツ木清隆、田中綾子が共演している。高島礼子と三ツ木清隆は同シリーズではともにお庭番役であった（ただし、高島の初登場は三ツ木の降板より後である）。さらに、この第15話で三ツ木が演じた役名の姓の倉地は『暴れん坊将軍』における役名・倉地左源太の姓と同じである。
- 田中綾子は『将軍家光忍び旅』2シリーズを通じて、また高島礼子は第1シリーズで腰元役でレギュラー出演していた。ちなみに、田中と高島は親友であることが、このドラマ以前のテレビ番組で本人たちの口から語られている。
- 第21話でゲスト出演した三ツ矢歌子は『将軍家光忍び旅』では春日局役で2シリーズを通じてレギュラー出演している。
- 西岡徳馬は本作より後に放映された『暴れん坊将軍VIII』、『暴れん坊将軍IX』では（ともに最終回のみの出演だが）尾張徳川家当主・徳川宗春を演じている。『暴れん坊将軍VIII』の方では本作で描かれた西岡の吉原の豪遊場面や町人姿が再現される形になった。
- 五十嵐いづみはこの後の『暴れん坊将軍VI』、『暴れん坊将軍IX』、『暴れん坊将軍X』にゲスト出演している。
- 3年前に制作された『必殺!5 黄金の血』では三田村邦彦が仕事人飾り職人の秀、西岡徳馬が勘定奉行・太田玄蕃頭で仕事される立場であった。

## 史実との相違など
- 徳川治貞が任官されたのは権中納言までであり、大納言には任官されていない。
- 徳川宗睦が任官されたのは厳密には権大納言である。しかしながら、平安期以降から権官が多数任命されるかわりに正官はあまり任じられる事は少なかった。
- 第1話で田沼意知（原田大二郎）が治貞に斬殺されている → 実際には佐野政言に江戸城内で暗殺された。
- 実際に十一代将軍となったのは御三卿一橋徳川家出身の徳川家斉である。このときライバル視されたのが第17話で登場した松平定信である。定信は元々は田安家の子であったが田沼と一橋家の策略で白河藩に養子に出されている（詳しくは松平定信を参照）。第21話で田沼意次が田安徳川家の7歳の子供を擁立しようとしていたが、この点に限っては史実とおおむね逆である。
- 第21話で田沼意次が治貞に斬殺されている（史実については田沼意次を参照）。
- 将軍徳川家治は治貞と宗睦よりもはるかに年上であるかのように設定されているが実際には2人よりも年下である（徳川家治1737年生まれ、徳川治貞1728年生まれ、徳川宗睦1733年生まれ）。
- 治貞、宗睦、水戸家徳川治保は独身であるかのように描かれているが、史実では宗睦には成人しながら早世した息子が養子含め4人おり（うち長男徳川治休は1753年生まれ）、治保には1773年に嫡男徳川治紀が生まれている。3人の中では治貞が最年長だが御三家当主になった年は最も遅く、物語で描かれている時期（1770年代後半以降）には既に宗睦、治保は父親となっている。
- 第10話で徳山藩藩主として毛利淡路守が登場するが、徳山藩主の官位は従五位下日向守または山城守、但馬守、大和守、飛騨守である。
- 第18話で熊本藩の無料診療所として『盛々館』が登場するが、モデルは1756年創立の医学寮の『再春館』である。

- 治貞の方が宗睦より5歳年上であった。2人が誕生したのはともに八代将軍徳川吉宗の時代である。余談だが、『暴れん坊将軍』で将軍吉宗と尾張藩主徳川宗春の対立がしばしば描かれているが、本作の主人公2人はともにその2人の従兄弟の子にあたる。治貞は吉宗の従兄弟徳川宗直の子であり、宗睦も宗春の従兄弟徳川宗勝の子である。

## スタッフ
- プロデューサー：星裕夫、小嶋雄嗣、伊駒伊織、小林由幸
- 脚本：鈴木則文、藤井邦夫、日暮裕一、志村正浩、鹿島とも子、笠井和弘、渡辺善則、武上純希、奥村俊雄
- 音楽：藤野浩一
- 進行主任：高橋剣
- 監督：上杉尚祺、山口和彦、西垣吉春、荒井岱志、原田雄一、松尾昭典
- 制作：テレビ朝日、東映

## 主題歌
- オープニングテーマ：『時間の旅人』（唄・松下未和子）
- エンディングテーマ：『黎明』（唄・三田村邦彦）